# Buzet-sur-Tarn
Buzet-sur-Tarn là một xã thuộc tỉnh Haute-Garonne trong vùng Occitanie ở tây nam nước Pháp. Xã nằm ở khu vực có độ cao trung bình 110 mét trên mực nước biển.